# Liga Mexicana de Béisbol 1987
La Temporada 1987 de la Liga Mexicana de Béisbol fue la edición número 63. Para esta temporada los equipos de Cafeteros de Córdoba y los Rojos del Águila de Veracruz no participaron en el campeonato, reduciendo de 16 a 14 equipos. Debido a que los dos equipos pertenecían a la Zona Sur, el equipo de Bravos de León pasó de jugar de la Zona Norte a la Zona Sur. Los equipos se mantienen divididos en las Zona Norte y Zona Sur, a consecuencia de la reducción quedan siete equipos en cada zona.
En la Serie Final los Diablos Rojos del México obtuvieron su noveno campeonato al derrotar en 5 juegos a los Tecolotes de los Dos Laredos. El mánager campeón fue Benjamín "Cananea" Reyes.

## Equipos participantes
| Liga Mexicana de Béisbol 1987 |                              |           |                                        |                            |             |
| Zona                          | Equipo                       | Fundación | Ciudad                                 | Estadio                    | Capacidad   |
| Norte                         | Acereros de Monclova         | 1974      | Monclova, Coahuila                     | Monclova                   | 8,500       |
| Norte                         | Algodoneros de Unión Laguna  | 1940      | Torreón, Coahuila                      | Revolución                 | 9,500       |
| Norte                         | Rieleros de Aguascalientes   | 1975      | Aguascalientes, Aguascalientes         | Alberto Romo Chávez        | 6,494       |
| Norte                         | Saraperos de Saltillo        | 1970      | Saltillo, Coahuila                     | Francisco I. Madero        | 16,000      |
| Norte                         | Sultanes de Monterrey        | 1939      | Monterrey, Nuevo León                  | Cuauhtémoc y Famosa        | 6,000       |
| Norte                         | Tecolotes de los Dos Laredos | 1940      | Nuevo Laredo, Tamaulipas Laredo, Texas | La Junta West Martin Field | 7,800 5,000 |
| Norte                         | Tuneros de San Luis          | 1926      | San Luis Potosí, San Luis Potosí       | 20 de Noviembre            | 6,500       |
| Sur                           | Ángeles Negros de Puebla     | 1938      | Puebla, Puebla                         | Hermanos Serdán            | 12,112      |
| Sur                           | Bravos de León               | 1978      | León, Guanajuato                       | Domingo Santana            | 6,500       |
| Sur                           | Diablos Rojos del México     | 1940      | México, D. F.                          | Seguro Social              | 25,000      |
| Sur                           | Ganaderos de Tabasco         | 1975      | Villahermosa, Tabasco                  | Centenario 27 de Febrero   | 8,500       |
| Sur                           | Leones de Yucatán            | 1954      | Mérida, Yucatán                        | Kukulcán                   | 14,917      |
| Sur                           | Piratas de Campeche          | 1980      | Campeche, Campeche                     | Venustiano Carranza        | 6,000       |
| Sur                           | Tigres Capitalinos           | 1955      | México, D. F.                          | Seguro Social              | 25,000      |

## Posiciones
| Zona Norte     | Zona Norte | Zona Norte | Zona Norte | Zona Norte |
| Equipo         | JG         | JP         | PCT        | JV         |
| -------------- | ---------- | ---------- | ---------- | ---------- |
| Monterrey      | 67         | 58         | .536       | -          |
| Aguascalientes | 65         | 60         | .520       | 2.0        |
| Dos Laredos    | 65         | 60         | .520       | 2.0        |
| Monclova       | 63         | 61         | .508       | 3.5        |
| San Luis       | 60         | 67         | .472       | 8.0        |
| Unión Laguna   | 58         | 69         | .457       | 10.0       |
| Saltillo       | 41         | 81         | .336       | 24.5       |

| Zona Sur | Zona Sur | Zona Sur | Zona Sur | Zona Sur |
| Equipo   | JG       | JP       | PCT      | JV       |
| -------- | -------- | -------- | -------- | -------- |
| México   | 75       | 49       | .605     | -        |
| Puebla   | 71       | 52       | .577     | 3.5      |
| Tigres   | 68       | 58       | .540     | 8.0      |
| León     | 65       | 56       | .537     | 8.5      |
| Campeche | 58       | 57       | .504     | 12.5     |
| Tabasco  | 60       | 62       | .492     | 14.0     |
| Yucatán  | 51       | 74       | .408     | 24.5     |

| Clasificado a los playoffs |

## Juego de Estrellas
El Juego de Estrellas de la LMB se realizó el 14 de mayo en el Estadio Hermanos Serdán en Puebla, Puebla. La Zona Sur se impuso a la Norte  19 carreras a 7. Jesús González de los Ángeles Negros de Puebla fue elegido el Jugador Más Valioso del partido.

## Play-offs
|  | Primer Play off | Primer Play off |             |   | Finales de zona | Finales de zona |  |  | Serie Final | Serie Final |
|  |                 |                 |             |   |                 |                 |  |  |             |             |
|  |                 |                 |             |   |                 |                 |  |  |             |             |
|  |                 |                 |             |   |                 |                 |  |  |             |             |
|  |                 |                 |             |   |                 |                 |  |  |             |             |
|  | Monclova        | 4               |             |   |                 |                 |  |  |             |             |
|  | Monclova        | 4               |             |   |                 |                 |  |  |             |             |
|  | Monterrey       | 1               |             |   |                 |                 |  |  |             |             |
|  | Monterrey       | 1               | Monclova    | 1 |                 |                 |  |  |             |             |
|  | Zona Norte      |                 | Monclova    | 1 |                 |                 |  |  |             |             |
|  |                 | Dos Laredos     | 4           |   |                 |                 |  |  |             |             |
|  | Dos Laredos     | Dos Laredos     | 4           | 4 |                 |                 |  |  |             |             |
|  | Dos Laredos     |                 |             | 4 |                 |                 |  |  |             |             |
|  | Aguascalientes  | 1               |             |   |                 |                 |  |  |             |             |
|  | Aguascalientes  | 1               | Dos Laredos | 1 |                 |                 |  |  |             |             |
|  |                 |                 | Dos Laredos | 1 |                 |                 |  |  |             |             |
|  |                 | México          | 4           |   |                 |                 |  |  |             |             |
|  | Tigres          | México          | 4           | 4 |                 |                 |  |  |             |             |
|  | Tigres          |                 |             | 4 |                 |                 |  |  |             |             |
|  | Puebla          | 2               |             |   |                 |                 |  |  |             |             |
|  | Puebla          | 2               | Tigres      | 3 |                 |                 |  |  |             |             |
|  | Zona Sur        |                 | Tigres      | 3 |                 |                 |  |  |             |             |
|  |                 | México          | 4           |   |                 |                 |  |  |             |             |
|  | León            | México          | 4           | 0 |                 |                 |  |  |             |             |
|  | León            |                 |             | 0 |                 |                 |  |  |             |             |
|  | México          | 4               |             |   |                 |                 |  |  |             |             |
|  | México          | 4               |             |   |                 |                 |  |  |             |             |

## Designaciones
Se designó como novato del año a Miguel Ángel Valencia de los Tigres Capitalinos.

## Acontecimientos relevantes
- 17 de mayo: Armando Pruneda de los Acereros de Monclova lanza juego sin hit ni carrera de 7 entradas a los Tigres Capitalinos en un partido disputado en Monclova, Coahuila que terminó con marcador de 1-0.
- 24 de mayo: Isaac Jiménez de los Leones de Yucatán le lanza juego sin hit ni carrera de 9 entradas a los Tuneros de San Luis, en un partido disputado en Mérida, Yucatán y que terminó con marcador de 6-0.[2]